# Battaglia di Fada
La battaglia di Fada ebbe luogo nel nord del Ciad nel 1987 e fu un punto di svolta nel conflitto ciadiano-libico.

## Preludio
All'inizio del 1986 i libici controllavano tutto il Ciad a nord del 16º parallelo. Tuttavia, quando la Francia è intervenuta nel paese nell'Operazione Sparviero e Goukouni Oueddei e le sue Forze armate popolari si sono ribellate contro il suo ex sostenitore Muammar Gheddafi, il presidente della Libia, la situazione è diventata critica per l'Esercito libico e promettente per il Presidente Hissène Habré del Ciad.
Certo che i francesi avrebbero protetto il Ciad a sud del 16º parallelo, Habré iniziò a radunare il suo esercito, le Forze armate nazionali ciadiane (FANT), a Kalaït, un deposito logistico costruito dalla Francia esattamente al 16º parallelo, e che aveva rifornito di munizioni, armi e carburante. La Francia e gli Stati Uniti avevano equipaggiato il FANT con un gran numero di pickup Toyota e lanciamissili anticarro e antiaerei, come i MILAN ATGW. L'unità d'assalto FANT, sotto il comando di Hassan Djamous ha schierato quasi 3000 soldati per la battaglia imminente.

## Battaglia
Questa potente forza attaccò Fada, la capitale dell'Ennedi e roccaforte libica, il 2 gennaio 1987. Hassan Djamous prese i 1 000 soldati libici e i 300-400 membri del Miliziani del Consiglio Rivoluzionario Democratico (CDR) di sorpresa. In un breve ma brutale scontro la FANT annientò la brigata corazzata libica che difendeva Fada: morirono 784 libici e miliziani CDR, 92 T-55 carri armati, 33 BMP-1 (veicoli da combattimento di fanteria) furono distrutti e 13 T-55 e 18 BMP-1 catturati, insieme a 81 soldati libici. Le perdite ciadiane furono minime: solo 18 soldati morirono e tre veicoli Toyota furono distrutti.
Questa fu una delle prime grandi vittorie in combattimento nel quale venne impiegata la tattica di utilizzare camion leggeri armati di mitragliatrici o razzi, più tardi conosciuti come "technicals". Questa tattica rispecchiava le azioni dei raid condotti dal "Gruppo desertico a lungo raggio" della Seconda Guerra Mondiale, ma su una scala leggermente più piccola, contro nemici leggermente meno numerosi, ma con armi ed equipaggiamenti più moderni.
Anche se l'abilità tattica del comandante ciadiano ha giocato un ruolo importante nella vittoria, i missili anticarro sono stati decisivi in quanto combinati con la manovrabilità superiore dei Toyota, dimostrarono la loro efficacia contro i carri armati libici.

## Conseguenze
Il 3 e 4 gennaio l'aeronautica libica ha inviato diverse ondate di bombardieri a Fada nel tentativo di distruggere l'equipaggiamento e le munizioni catturate. Tuttavia, questa operazione non riuscì a risollevare la Libia dalla grave sconfitta che avrebbe presto portato alla fine del conflitto